# Älgarna-Härnösand IF
O Älgarna-Härnösand IF, é um clube de futebol da Suécia fundado em 19 de fevereiro de 1919. Sua sede fica localizada em Hernosândia.